# 城福浩
城福 浩（じょうふく ひろし、1961年3月21日 - ）は、徳島県徳島市出身の元サッカー選手、サッカー指導者。
1983年から6年間、JSL2部の富士通サッカー部に所属。同じくサッカー指導者である城福敬（仙台育英高校サッカー部監督）は実兄。

## 来歴

### 選手時代
小学校3年生時に兄の影響でサッカーを始めた。周囲が強豪徳島商業を選ぶ中、大学進学のために徳島県立城北高等学校へ進学。同校在学時に国体に2度出場。国体選抜でのプレーが松本育夫の目に留まり3年生時にはFIFAワールドユースに向けた日本代表候補に選出された。1979年に早稲田大学に進学し、ア式蹴球部で活動。部内ではトリッキーなパスを多用する異端派だったが、宮本征勝監督からは重用され全日本大学選手権での準優勝に貢献した。在部中のチームメイトには吉田靖や関塚隆らがいる。
1983年に富士通に入社し、川崎フロンターレの前身である同社サッカー部で、主にミッドフィールダーとして在籍。一つ年上で元日本代表DFの沖宗敏彦や、得点源の岩渕弘幹らとともにプレーした。大学、社会人時代とも理論派で鳴らし、主将として臨んだ1989年の第17回JSL2部で、西野朗擁する日立に敗れ1部昇格を逃したことを機に、28歳で現役を退く。以後は社会人クラブチームでもプレーした。

### 指導者時代
しばらく一般職として社業に携わったが、かつてのチームメートで指導者として富士通サッカー部に残る沈祥福の希望もあって1993年に業務命令で同部コーチに就く。当時の同部の活動は福利厚生の一環に過ぎなかったため、コーチの傍ら用具の準備やマネージャー等を兼務していた。1995年末には富士通川崎フットボールクラブ監督に就任した。
翌1996年秋、チームはJリーグ参入を表明。城福は監督留任を望んでいたが、プロ契約の監督を迎え入れる方針が採られたため、1997年には再び社業に復帰。サッカーと決別する覚悟で勤務していたところ、同年8月に東京ガスサッカー部（現 FC東京）強化担当の鈴木徳彦から勧誘を受ける。必死の思いでサッカーから離れ、職務に手応えを感じ始めていただけに悩んだが、Jリーグの発展に寄与し、サッカー界への恩返しが出来るならばと、1998年に富士通を退社。FC東京の設立準備組織に参画すると共に、S級コーチ研修に参加し、同年に資格を取得した。
1999年からはプロ化したFC東京で育成部門の統括に就き、環境整備に従事。U-15・U-18の強化や、地域の小学生チームとの連携（FC東京は小学生チームを保有していない）に力を注いだ。また、FC東京に在籍したまま日本サッカー協会（JFA）に出向し、ナショナルトレセンコーチやワールドユース選手権でのスカウティング、ジュニアユース・ユース年代の日本代表監督を歴任するなど、主に若年層の指導に当たってきた。
2004年に一時協会から離れ、同年発足のFC東京U-15むさし立上げに尽力していたところ、2007年のU-17ワールドカップを目指すチームの監督として招聘され、2005年よりU-15（後にU-16,U-17）代表監督に就任。2006年のAFC U-17選手権で12年ぶりの優勝を達成し、U-17ワールドカップ出場を掴んだが、同大会では一次リーグ敗退に終わった。城福にとってU-17代表監督としての2年半の期間は、自身の指導者としてのサッカースタイルを確立するものとなった。
FC東京では、2007年にトップチームを管轄する強化部へと異動、さらに2008年よりトップチーム監督に就任。攻撃戦術としてムービングフットボールを掲げ、縦に速いサッカーを続けてきたチームに、パスを繋ぎボール保持率を高めるスタイルを丁寧に植え付けた。同年はシーズン終盤まで優勝の可能性を残した位置での戦いを続け、チームを年間6位に浮上させた。また天皇杯でもベスト4進出と結果を残す。翌2009年も好調を維持させ、リーグ5位に加えナビスコカップを制し、チーム5年ぶり、自身初のJリーグタイトルを手にした。2010年は、退団あるいは負傷離脱した選手の穴を埋めきれずチーム再編を果たせないまま、9月にはJ2降格圏の16位にまで落ち込み、同月19日をもって解任された。
2011年は東京中日スポーツ評論家、スカパー!でのサッカー解説を担当。
同年11月末日、ヴァンフォーレ甲府監督に内定。選手を慰留する時間は無く複数の主力選手が退団する中、2012年から甲府の指揮を採り、同年リーグ戦24試合不敗というJ2記録を打ち立ててJ2優勝及びJ1昇格を達成。2013年J1第13節大宮戦では松橋優の退場処分に対して抗議し、自身初の退席処分が下された。同年はシーズン前半は振るわなかったが、後半からの3バック転換が奏功。堅守を築きチームを立て直した。2014年は既存戦力を活かしてクラブ史上最高位でのJ1残留を果たした。契約延長の打診を固辞し 同年限りで甲府監督を退任。
2015年は「ドラフト上位」で監督オファーを受けるために 現場から離れフリーの立場となった。
複数オファーを受ける中、2016年よりFC東京監督に再任。クラブからは同年発足のセカンドチームをトップ強化に繋げられる指導者としても期待を託されており、トップ、セカンド、どちらの出場登録も外れた選手の3グループを扱いながら好成績を目指すという難題に取り組んだ。前年までの堅守をベースとしつつ 攻守で主導権を握る戦い方を浸透させようとしたが、得点が伸びず1stステージは9位。2ndステージに巻き返しを期したが、第5節までに2試合を逆転負け、2試合を完封負けで落とす。この5試合の不振が決定打となり 7月末に解任が決まった。
2017年、JFAに復帰。同年12月、サンフレッチェ広島の監督に就任した。以後約4年間広島の指揮を執ったが、就任初年度の2位が成績のピークであった。2021年10月にシーズン5試合を残して監督を退任。同年は4バック導入による混乱や天皇杯で本職ではない選手をDFに置くなど極端なターンオーバーを行い関西サッカーリーグ1部・おこしやす京都ACに惨敗、更に主力選手の海外移籍後は下位クラブへの精彩を欠く敗戦を喫するなど低迷が続いており、成績・城福のコメントから実質的な解任と見られる。
2022年6月13日、東京ヴェルディの監督に就任した。J2での2023シーズン、リーグでは3位というJ1自動昇格枠の一歩手前でシーズンを終え、昇格プレーオフを戦った。1回戦ではジェフユナイテッド千葉と対戦し、2-1で勝利を収める。2回戦では清水エスパルスと対戦し、1-1の引き分けになるが、順位が一つ上の東京ヴェルディが16年ぶりにJ1に昇格した。2024シーズン、開幕前は降格最有力候補と言われ、開幕5節は勝利がなく苦しんだが、レンタル加入させた若手の活躍もあり第4節から11戦負けなしと調子を上げ、第34節浦和戦の勝利で4節を残してJ1残留を決めた。最終成績は6位となり、これは1996年以降のヴェルディで最も良い順位となった。

## その他
- 試合中はピッチそばに立って指示を出し続け、得点時には激しいガッツポーズをしてコーチと抱き合い、味方の被ファールや理不尽な判定へ時には退席処分を命じられるほど声高に抗議するなどし、試合後に喉を嗄らした状態でインタビューを受けることもある（コロナ禍では特にそれが顕著である）が[46][47]、普段は穏やかな物腰で丁寧に話す、紳士的な人柄である。
- 俳優の大杉漣は高校サッカー部の9期先輩だが、2010年版のFC東京ファンブックの巻頭で対談したのが初対面だったという[48]。
- 富士通の社業では、会津若松工場の総務部勤労課長として[10]工場統合の実行責任者を任され[3]、工員のリストラ担当という辛い役職を経験したこともある[15][4]。
- 愛称は名字のローマ字表記（Jofuku）にちなんで「JFK」。2018年7月にはサンフレッチェ広島が本人公認グッズとして「JFKTシャツ」を発売するなど[49]、公式にも使われつつある。

## 所属クラブ
- 徳島市立助任小学校[2]
- 徳島市立徳島中学校[2]
- 1976年 - 1978年 徳島県立城北高校
- 1979年 - 1982年 早稲田大学ア式蹴球部
- 1983年 - 1989年  富士通
- 1989年 - 1993年  エリースFC

## 個人成績
| 国内大会個人成績 | 国内大会個人成績 | 国内大会個人成績 | 国内大会個人成績 | 国内大会個人成績                       | 国内大会個人成績 | 国内大会個人成績 | 国内大会個人成績 | 国内大会個人成績 | 国内大会個人成績 | 国内大会個人成績 | 国内大会個人成績 |
| 年度             | クラブ           | 背番号           | リーグ           | リーグ戦                               | リーグ戦         | リーグ杯         | リーグ杯         | オープン杯       | オープン杯       | 期間通算         | 期間通算         |
| 年度             | クラブ           | 背番号           | リーグ           | 出場                                   | 得点             | 出場             | 得点             | 出場             | 得点             | 出場             | 得点             |
| 日本             | 日本             | 日本             | 日本             | リーグ戦                               | リーグ戦         | JSL杯            | JSL杯            | 天皇杯           | 天皇杯           | 期間通算         | 期間通算         |
| ---------------- | ---------------- | ---------------- | ---------------- | -------------------------------------- | ---------------- | ---------------- | ---------------- | ---------------- | ---------------- | ---------------- | ---------------- |
| 1983             | 富士通           |                  | JSL2部           | 13                                     | 2                | 1                | 0                | 3                | 2                | 17               | 4                |
| 1984             | 富士通           |                  | JSL2部           | 16                                     | 2                | 1                | 0                | 0                | 0                | 17               | 2                |
| 1985             | 富士通           |                  | JSL2部           |                                        |                  | 1                | 0                | 0                | 0                |                  |                  |
| 1986             | 富士通           |                  | JSL2部           |                                        |                  | 1                | 0                | 0                | 0                |                  |                  |
| 1987             | 富士通           | 8                | JSL2部           | 20                                     | 2                | 2                | 0                | 1                | 0                | 23               | 2                |
| 1988-89          | 富士通           | 8                | JSL2部           | 26                                     | 0                | 0                | 0                | 1                | 0                | 27               | 0                |
| 通算             | 日本             | 日本             | JSL2部           | \|\|\|\|\|\|\|\|\|\|\|\|\|\|           |                  |                  |                  |                  |                  |                  |                  |
| 通算             | 日本             | 日本             | 都リーグ         | \|\|\|\|colspan="2"\|-\|\|\|\|\|\|\|\| |                  |                  |                  |                  |                  |                  |                  |
| 総通算           | 総通算           | 総通算           | 総通算           | \|\|\|\|\|\|\|\|\|\|\|\|\|\|           |                  |                  |                  |                  |                  |                  |                  |

## 指導歴
- 1993年 - 1996年  富士通サッカー部
  - 1993年 - 1995年：コーチ
  - 1996年：監督
- 1999年 - 2010年9月  FC東京
  - 1999年：育成普及部長
  - 2000年 - 2006年：育成部
  - 2007年：強化部
  - 2008年 - 2010年9月：監督
- 1999年 - 2007年  日本サッカー協会（出向）
  - 1999年 - ナショナルトレセンコーチ
  - 2001年 U-20日本代表 テクニカルスタッフ
  - 2002年 U-14日本選抜 監督
  - 2002年 - 2003年 U-15/16日本代表 監督
  - 2005年 - 2007年 U-15/16/17日本代表 監督
  - 2007年 S級ライセンス インストラクター
- 2012年 - 2014年  ヴァンフォーレ甲府：監督
- 2016年  FC東京：監督
- 2017年  日本サッカー協会：関東地域統括ユースダイレクター 兼 ナショナルトレセンコーチ[38] 兼 S級/A級ジェネラルライセンス インストラクター[39]
- 2018年 - 2021年10月  サンフレッチェ広島：監督
- 2022年6月 -  東京ヴェルディ：監督

## 監督成績
| 年度   | クラブ     | 所属   | リーグ戦 | リーグ戦 | リーグ戦 | リーグ戦 | リーグ戦 | リーグ戦 | カップ戦       | カップ戦 |
| 年度   | クラブ     | 所属   | 順位     | 勝点     | 試合     | 勝       | 分       | 敗       | Jリーグ杯      | 天皇杯   |
| ------ | ---------- | ------ | -------- | -------- | -------- | -------- | -------- | -------- | -------------- | -------- |
| 1996   | 富士通川崎 | 旧JFL  | 9位      | 45       | 30       | 15       | -        | 15       | -              | 4回戦    |
| 2008   | FC東京     | J1     | 6位      | 55       | 34       | 16       | 7        | 11       | ベスト8        | ベスト4  |
| 2009   | FC東京     | J1     | 5位      | 53       | 34       | 16       | 5        | 13       | 優勝           | 4回戦    |
| 2010   | FC東京     | J1     | 16位     | 21       | 23       | 4        | 9        | 10       | ベスト8        | ベスト4  |
| 2012   | 甲府       | J2     | 優勝     | 86       | 42       | 24       | 14       | 4        | -              | 2回戦    |
| 2013   | 甲府       | J1     | 15位     | 37       | 34       | 8        | 13       | 13       | グループリーグ | ベスト8  |
| 2014   | 甲府       | J1     | 13位     | 41       | 34       | 9        | 14       | 11       | グループリーグ | 4回戦    |
| 2016   | FC東京     | J1     | 13位     | 26       | 22       | 7        | 5        | 10       | -              | -        |
| 2018   | 広島       | J1     | 2位      | 57       | 34       | 17       | 6        | 11       | グループリーグ | 4回戦    |
| 2019   | 広島       | J1     | 6位      | 55       | 34       | 15       | 10       | 9        | ベスト8        | 4回戦    |
| 2020   | 広島       | J1     | 8位      | 48       | 34       | 13       | 9        | 12       | グループリーグ | -        |
| 2021   | 広島       | J1     | 10位     | 45       | 33       | 11       | 12       | 10       | グループリーグ | 2回戦    |
| 2022   | 東京V      | J2     | 9位      | 35       | 21       | 10       | 5        | 6        | -              | ベスト8  |
| 2023   | 東京V      | J2     | 3位      | 75       | 42       | 21       | 12       | 9        | -              | 3回戦    |
| 2024   | 東京V      | J1     | 6位      | 56       | 38       | 14       | 14       | 10       | グループリーグ | 3回戦    |
| 通算   | 日本       | J1     | -        | -        | 363      | 178      | 98       | 110      | -              | -        |
| 通算   | 日本       | J2     | -        | -        | 105      | 55       | 31       | 19       | -              | -        |
| 通算   | 日本       | 旧JFL  | -        | -        | 30       | 15       | -        | 15       | -              | -        |
| 総通算 | 総通算     | 総通算 | -        | -        | 498      | 248      | 129      | 144      | -              | -        |

## タイトル

### クラブ・代表
- U-17日本代表
  - AFC U-17選手権：1回 (2006)
- FC東京
  - ヤマザキナビスコカップ：1回 (2009)
  - スルガ銀行チャンピオンシップ：1回 (2010)
- ヴァンフォーレ甲府
  - Jリーグ ディビジョン2：1回 (2012)

### 個人
- J1リーグ・月間優秀監督賞：1回 (2019年8月)
- J2リーグ・月間優秀監督賞：2回 (2022年10月、2023年10月)

## 関連情報

### 書籍
執筆書籍
- 『Jリーグサッカー監督 プロフェッショナルの思考法』カンゼン、2012年。ISBN 978-4862551337。

関連書籍
- いとうやまね『プロフットボーラーの家族の肖像』カンゼン、2013年。ISBN 978-4862551900。